# Codex Tchacos
Le codex Tchacos est le nom d'un manuscrit copte sahidique sur papyrus du  IIIe ou IVe siècle comportant quatre textes dont les originaux ont été composés en grec et relèvent de la production des milieux gnostiques anciens. Le manuscrit comporte 66 pages, dont vingt-cinq forment l'Évangile de Judas.  
Les conditions de sa découverte vers 1980 avec d'autres codex dans un cimetière copte de Moyenne-Égypte, dans la région d'Al-Minya, restent obscures et les pérégrinations du document pendant une vingtaine d'années l'ont fortement dégradé, voire irrémédiablement pour certaines de ses parties. 
Son nom lui vient d'une de ses acquéreuses, Frieda Nussberger-Tchacos.

## Découverte
De la découverte elle-même, vers 1980, on ne sait rien de vraiment fiable. Elle aurait été faite en Égypte par un paysan dans une caverne ayant servi de sépulture aux environs du djebel Qarara dans la région d'Al-Minya. Ce sont en fait quatre codices qui sont mis au jour, conservés dans une boîte en calcaire : deux contenant des textes grecs - une version de l'Exode datant du IVe ou Ve siècle et un traité de géométrie, le Metrodological Tractate -, deux autres en copte - des Lettres de Paul, disparu à ce jour, et le traité appelé désormais « Tchacos ».  
À partir de cette découverte et durant une vingtaine d'années, le codex entame un voyage rocambolesque et mouvementé. Il va commencer à se détériorer de manière irréparable moins du fait des climats plus ou moins humides que des manipulations intempestives auxquelles il est soumis par des mains inexpertes ou peu scrupuleuses. 

## Tribulations
Ce n'est qu'en 1982 que son propriétaire, un marchand d'antiquités égyptien, prit contact avec le professeur Ludwig Koenen de l’université du Michigan. Consulté par Koenen, qui en avait reçu des photos, le professeur S. Kent Brown de l’université Brigham-Young reconnut des textes gnostiques qui correspondent à un ouvrage retrouvé à Nag Hammadi.
Le professeur Koenen, qui souhaitait acquérir les documents signalés (il s'agissait principalement de trois manuscrits, deux en grec et un en copte), fut invité à les consulter en 1983. Les papyrus, bien que fort fragiles, étaient encore à peu près intacts. D'un examen rapide, il ressortit qu'il existait en fait surtout deux manuscrits coptes, le premier étant une traduction des Lettres de Paul, le deuxième étant constitué de textes gnostiques. Deux des œuvres que contenait ce dernier étaient connues. C'est le troisième, inconnu à ce jour, qui constitue l'Évangile de Judas. Les savants américains étant incapables de payer le prix demandé pour l'ensemble des documents, le propriétaire les transféra à New York où ils restèrent pendant seize ans dans un coffre de banque.
En 2000, une antiquaire suisse, Frieda Nussberger-Tchacos, en fit l'acquisition, pour une somme évaluée à 300 000 dollars, dans l'intention de les revendre à l'université Yale, mais la transaction échoua. Après une autre tentative au cours de laquelle les documents changèrent encore de mains (provisoirement), madame Tchacos les récupéra et transféra la collection en Suisse. En 2001, elle remit le codex Tchacos à la « Fondation Maecenas pour l'art ancien » qui le confia à la restauratrice Florence Darbre et aux experts en copte Rodolphe Kasser et Gregor Wurst. Le projet de restauration des lambeaux de manuscrit, qui reçut l'appui financier de la National Geographic Society, nécessita cinq années de travail laborieux.

### Édition polémique
En 2006, paraît une traduction partielle de l'Évangile de Judas – sans édition scientifique – le présentant comme un manuscrit séthien qui alimente d'importantes discussions médiatiques et suscite une querelle déontologique entre universitaires d’Europe et d’Amérique, particulièrement Rodolphe Kasser et James M. Robinson, éclipsant quelque peu l'importance des trois autres textes pour la recherche scientifique sur le christianisme ancien. En outre, cette publication précipitée s'avère par la suite présenter des traductions défectueuses pour des passages cruciaux qui nourrissent la polémique, et ne sont corrigées que dans une édition critique postérieure.   
Depuis cette traduction controversée, une cinquantaine de fragments supplémentaires - les « fragments Ohio » qui font l'objet d'une bataille juridique - ont été partiellement reconstitués mais le codex n'a pas encore été traduit et présenté dans son intégralité.  

## Contenu
Le codex est composé de plusieurs cahiers mesurant environ seize centimètres sur vingt-neuf. La datation du document est débattue, comprise selon les exégètes entre les IIIe et IVe siècles avec une correspondance de la paléographie et de la datation carbone en faveur de la datation tardive
Les textes qu'il contient, appartenant à la mouvance du gnosticisme antique et proches en cela des codex de Nag Hammadi, sont rédigés en copte mais ont initialement été composés en grec. L'unité ou non de la langue copte utilisée dans les différents textes du codex est difficile à établir - chaque traité propose une langue originale et possède son propre style - mais le codex semble relever d'un copte sahidique coloré de particularismes dialectaux.  
Dans sa version restaurée, le codex Tchacos comporte quatre documents, dont les deux premiers étaient déjà connus des exégètes avec des variantes :  
- la Lettre de Pierre à Philippe (pages 1 à 9[4]), dont il existe une version dans le codex VIII de la bibliothèque de Nag Hammadi,
- un texte intitulé Jacques, correspondant à la Première Apocalypse de Jacques  (pages 10 à 22[4]) dont il existe une version dans le codex V de la bibliothèque de Nag Hammadi,
- l’Évangile de Judas (pages 33 à 58[4]),
- un texte fragmentaire et sans titre dont le personnage central s'appelle « Allogènes », nom d'après lequel les éditeurs ont provisoirement titré le livre (pages 59 à 66[4]).

En outre, deux des « fragments Ohio » (4578,4579) ont été identifiés comme des passages du Corpus Hermeticum (13, 1-2). 
Le manuscrit lui-même devrait trouver sa place au musée copte du Caire quand il sera totalement préservé et reconstitué. Il est déposé actuellement à Genève à la Fondation Bodmer.

### Ouvrages
- April D. DeConick, Le Treizième Apôtre. Ce que dit vraiment l'Évangile de Judas, Éditions de l'éclat, 2007.
- (en) Rodolphe Kasser et Gregor Wurst (éds.), The Gospel of Judas, Critical Edition: Together with the Letter of Peter to Phillip, James, and a Book of Allogenes from Codex Tchacos, National Geographic, 2007, 378 p. (ISBN 978-1-4262-0191-2) (édition critique).
- Rodolphe Kasser, Marvin Meyer et Gregor Wurst (éds.), L'Évangile de Judas du Codex Tchacos, Flammarion, Paris, 2006 (première édition).
- Herbert Krosney, L'Évangile perdu: la véritable histoire de l'Évangile de Judas, Flammarion, 2006 (ISBN 978-2-08-210581-1, lire en ligne ).

### Articles
- Serge Cazelais, « L’Évangile de Judas cinq ans après sa (re)découverte. Mise à jour et perspectives », dans André Gagné et Jean-François Racine (éds.), En marge du canon : études sur les écrits apocryphes juifs et chrétiens,  éditions du Cerf, 2012, p. 201-224, lire en ligne.
- Herbert Krosney, Marvin Meyer et Gregor Wurst, « Preliminary Report on New Fragments of Codex Tchacos », dans Early Christianity , no 1, 2010, p. 282-294.